# Ștefan cel Mare (métro de Bucarest)
Pour les articles homonymes, voir Ștefan cel Mare.
Ștefan cel Mare est une station de la ligne M1 du métro de Bucarest en Roumanie, mise en service en 1989. Elle est située dans le quartier Cotroceni du secteur 2 de la ville de Bucarest. 

## Situation sur le réseau
Établie en souterrain, la station Ștefan cel Mare dispose d'une plateforme de passage avec un quai central encadré par les deux voies de la ligne M1. Elle est située entre les stations Obor, en direction de Dristor 2, et Piața Victoriei, en direction de Pantelimon.

## Histoire
La station est mise en service le 17 août 1989, lors de l'ouverture à l'exploitation du tronçon, long de 7,8 kilomètres, entre Gara de Nord et Dristor de la ligne M1. Sa dénomination est le nom roumain d'Étienne III de Moldavie « le Grand ».

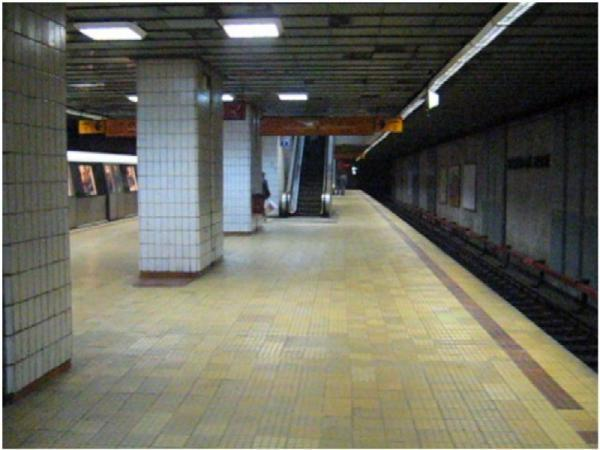
Station Ștefan cel Mare en 2005
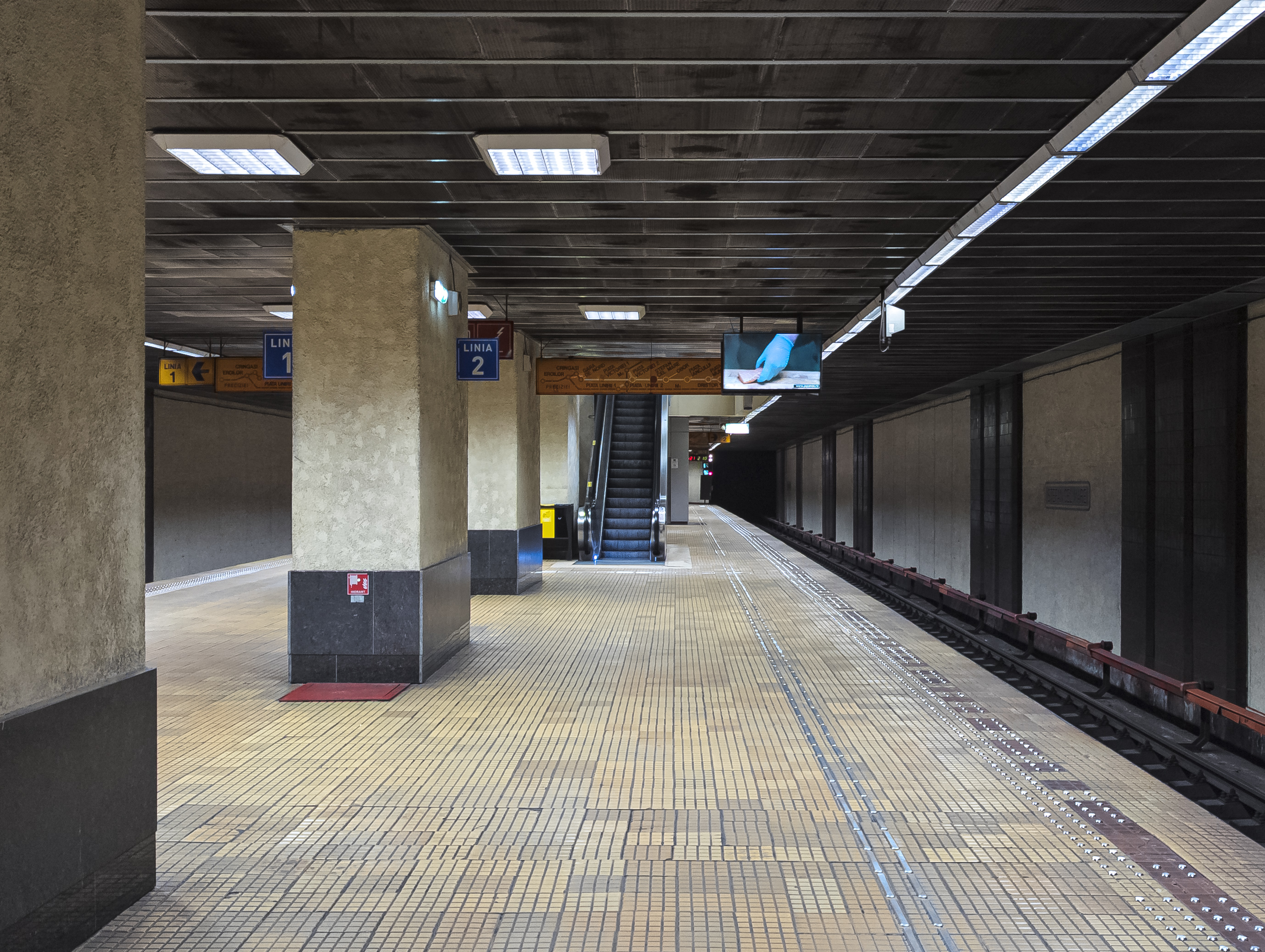
Station Ștefan cel Mare en 2023
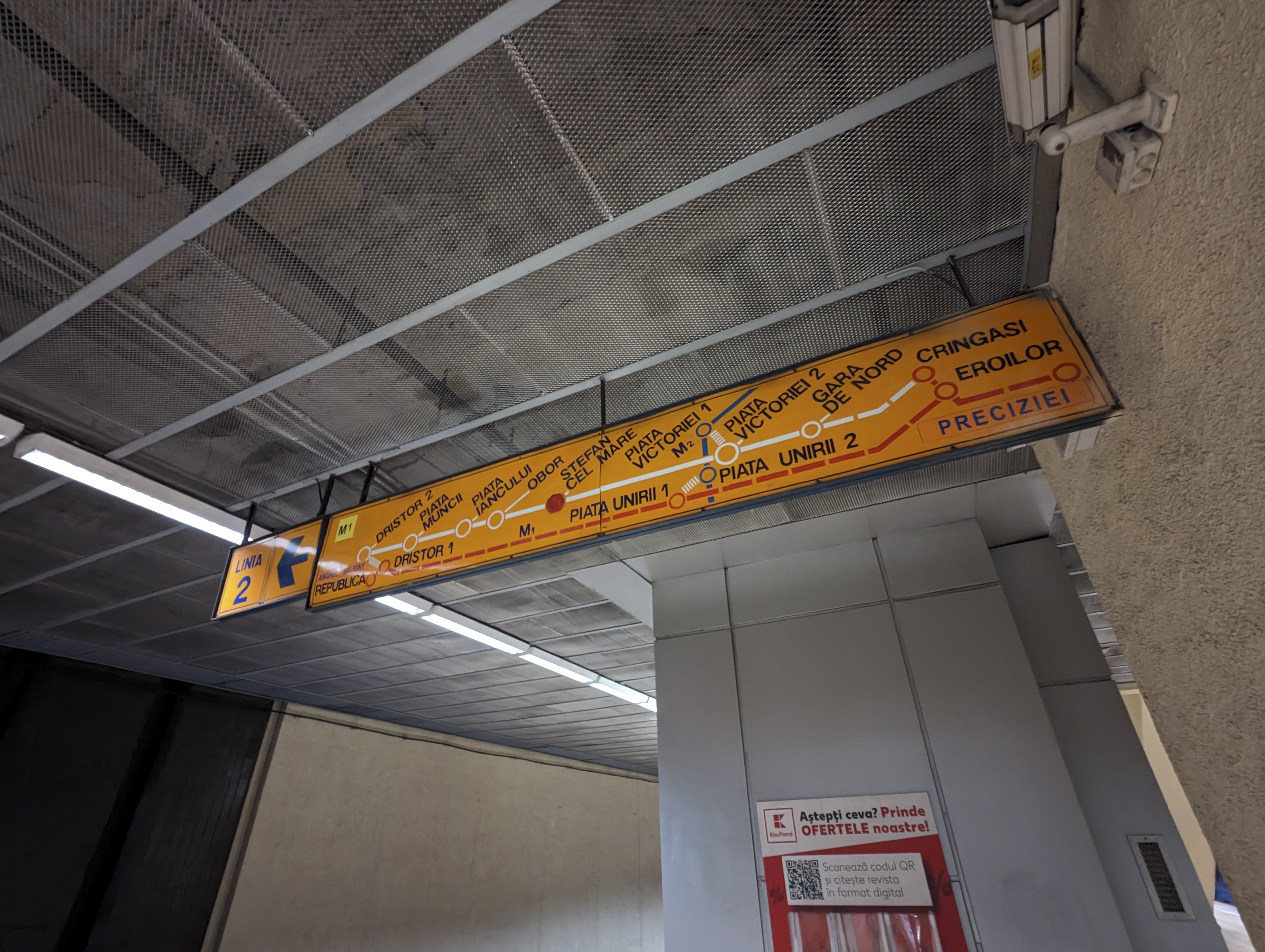
Le panneau d'origine du tracé de la ligne de métro, toujours présent en 2023
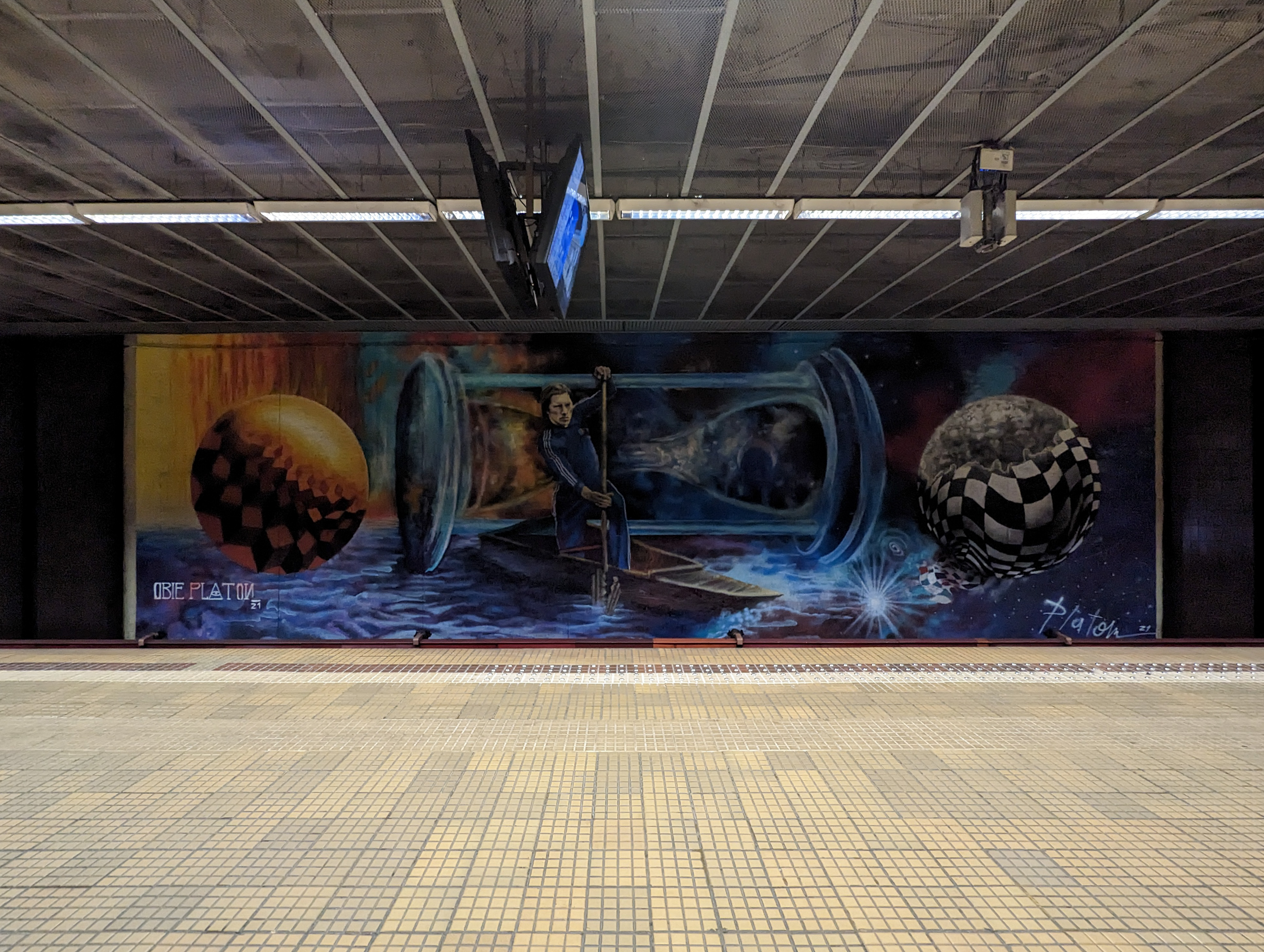
Art sur l'un des murs de la station

## Service des voyageurs

### Accueil
La station dispose de trois bouches de métro : rue Ștefan cel Mare, à l'angle avec la rue Turani, et à l'angle avec la rue Barbu Văcărescu. Des escaliers, ou des ascenseurs pour les personnes à mobilité réduite, permettent de rejoindre les salles des guichets et des automates pour l'achat des titres de transport (un ticket est utilisable pour un voyage sur l'ensemble du réseau métropolitain).

### Desserte
À la station Ștefan cel Mare, la desserte quotidienne débute avec le passage des rames parties des stations terminus de la ligne M1 à 5 h 0 et se termine avec le passage des dernières rames ayant pris le départ à 23 h 0 des stations terminus.

### Intermodalité
Le tramway de Bucarest dispose à proximité des stations Stadion Dinamo (lignes 1 et 46) et Sos. Ștefan cel Mare (ligne 5).

## À proximité
Elle dessert notamment le stade Dinamo, résidence du club de football FC Dinamo Bucarest.